# Miroslav Radolský
Miroslav Radolský (5. ledna 1951 – 13. ledna 2014) byl slovenský fotbalista. Po skončení aktivní kariéry působil jako trenér a fotbalový funkcionář.

## Fotbalová kariéra
V československé lize hrál za ZVL Žilina a Slavia Praha. Nastoupil ve 27 ligových utkáních a dal 1 gól. Ve druhé nejvyšší soutěži hrál během vojny za Duklu Banská Bystrica a dále i za BZVIL Ružomberok a ZZO Čadca. V Poháru UEFA nastoupil v roce 1976 ve dvou utkáních proti bulharskému týmu Akademik Sofia a dal v nich 1 gól.

## Ligová bilance
| Ročník                                      | Zápasy | Góly | Klub         |
| ------------------------------------------- | ------ | ---- | ------------ |
| 1. československá fotbalová liga 1972/73    | 10     | 0    | ZVL Žilina   |
| 1. československá fotbalová liga 1973/74    | 2      | 0    | ZVL Žilina   |
| 1. československá fotbalová liga 1976/77    | 15     | 1    | Slavia Praha |
| 1. slovenská národní fotbalová liga 1986/87 | 28     | 0    | ZZO Čadca    |
| 1. slovenská národní fotbalová liga 1987/88 | 14     | 3    | ZZO Čadca    |
| 1. slovenská národní fotbalová liga 1988/89 | 1      | 0    | ZZO Čadca    |
| CELKEM 1. liga                              | 27     | 1    |              |